# Dactylodenia regeliana
Dactylodenia regeliana är en orkidéart som först beskrevs av Christian Georg Brügger, och fick sitt nu gällande namn av Eduard Peitz. Dactylodenia regeliana ingår i släktet Dactylodenia, och familjen orkidéer. Inga underarter finns listade i Catalogue of Life.